# Sierra de Unturan
La sierra de Unturan, es una estructura montañosa ubicada en el municipio Río Negro, estado de Amazonas, Venezuela.  La misma se encuentra en la zona sur de Venezuela. La sierra de Unturan se encuentra completamente comprendida dentro del parque nacional Parima-Tapirapeco.
La sierra de Unturan es la divisoria de aguas entre la cuenca del Mavaca, (que confluye al río Orinoco) y la cuenca del Siapa, afluente del Casiquiare. La sierra se formó durante el período Precámbrico, creándose peniplanicies elevadas, ubicadas a unos  500 a 800 m s. n. m. La sierra hace de barrera para los vientos alisios que soplan desde el sureste.

## Flora y fauna

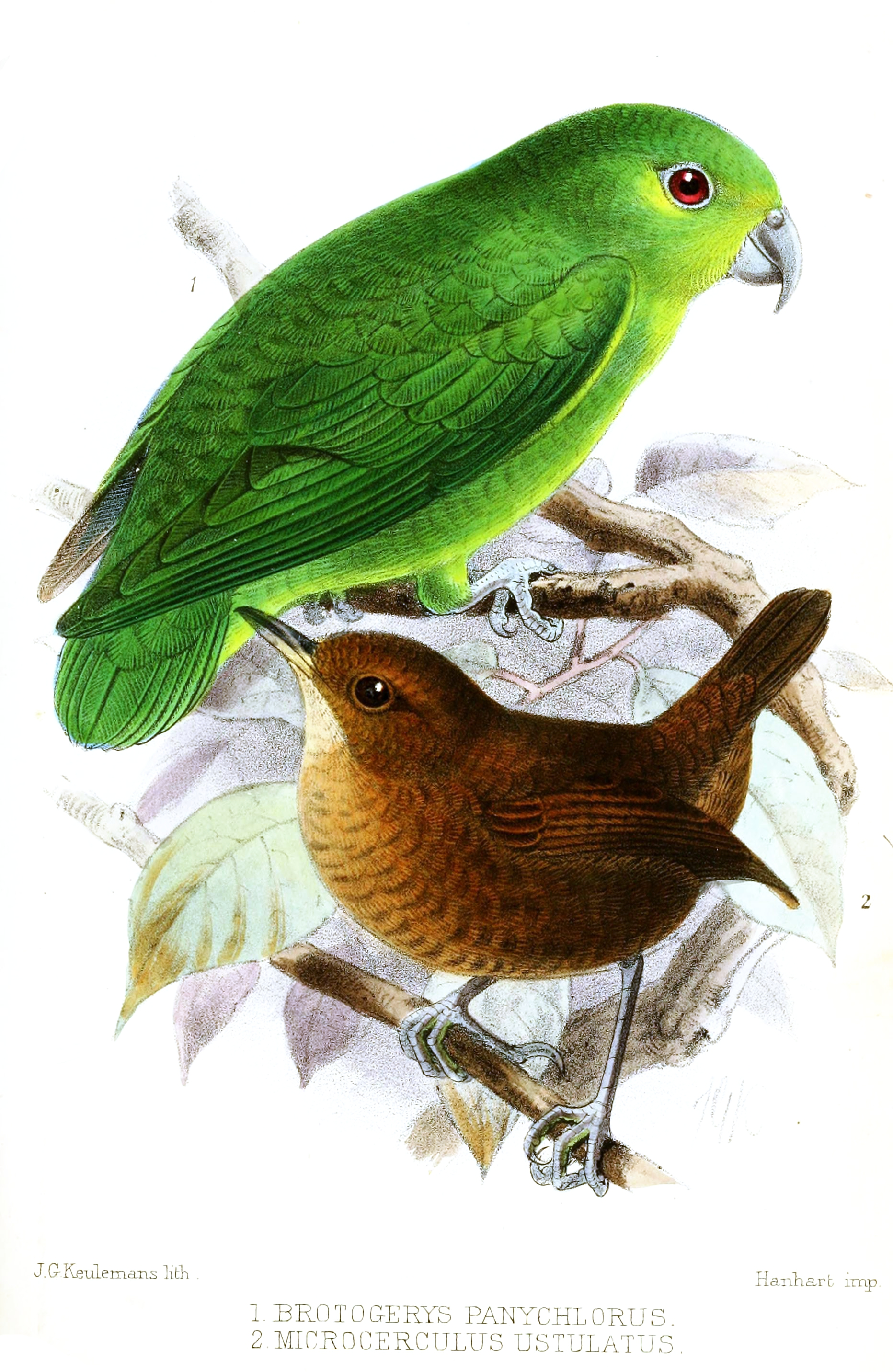
Ilustración de un cucarachero flautista (abajo) con una cotorrita tepuí (arriba), aves que habitan en la sierra de Unturan.

La sierra se encuentra cubierta por un bosque de características selváticas, ombrófilo montano y submontanos siempre verdes, producto de una precipitación que excede los 3000 mm anuales. Su flora presenta características distintivas, por ejemplo se observan ejemplares de Chimantaea mirabilis, y de Bonnetia roraimae que es un arbolillo que alcanza de 3 a 8 m de altura el cual se desarrolla en bosquecitos, con un follaje rojizo y flores rosadas.
Se caracteriza por su diversidad de aves y reptiles. Entre las aves se observan el hormiguerito coicorita (Formicivora grisea), el fiofío crestirrufo (Elaenia ruficeps), el chiví de cabeza castaña (Hylophilus brunneiceps), hermitaño barbigrís (Phaethornis griseogularis), el picaflor de barriga verde (Amazilia viridigaster), Myrmothera simplex, el tirano cola de rufo (Knipolegus poecilurus), Microcerculus ustulatus, Turdus ignobilis y Chlorophonia cyanea